# Busuanga (Palawan)
Busuanga è una municipalità di terza classe delle Filippine, situata nella Provincia di Palawan, nella regione di Visayas Occidentale.
La municipalità occupa un'area composta dalla parte nord-occidentale dell'isola di Busuanga. È formata da 14 baranggay:
- Bogtong
- Buluang
- Cheey
- Concepcion
- Maglalambay
- New Busuanga (Pob.)
- Old Busuanga
- Panlaitan
- Quezon
- Sagrada
- Salvacion
- San Isidro
- San Rafael
- Santo Niño